# Panama Al Brown
Pour les articles homonymes, voir Brown.
Panama Al Brown, né Alfonso Teofilo Brown, est un boxeur panaméen né le 5 juillet 1902 à Colón et mort de la tuberculose le 11 avril 1951 à Staten Island à New York. Premier champion du monde de boxe anglaise d'origine hispanique, il est considéré comme l'un des meilleurs boxeurs ayant évolué dans la catégorie des poids coqs.
Exilé aux États-Unis, le champion du Panama s'y hisse parmi les meilleurs boxeurs de sa catégorie mais c'est à Paris qu'il devient une grande vedette à partir de 1926. Proclamé champion du monde des coqs par la National Boxing Association en 1928, il parcourt le monde pour défendre son titre mondial jusqu'à être battu par Baltasar Sangchili en juin 1935 à sa onzième défense mondiale. Après une nouvelle défaite contre Pete Sanstol, il arrête la boxe et gagne sa vie en dansant dans un cabaret de Pigalle.
Jean Cocteau le persuade de remonter sur le ring après une cure de désintoxication. Panama Al Brown enchaîne les victoires, remporte le titre de champion du monde IBU puis raccroche les gants à nouveau. Engagé par deux cirques pour danser, il tient un cabaret à Toulouse avant d'être menacé d'expulsion. La menace de la guerre le pousse à repartir en Amérique où il peine à trouver sa place et galère. Tuberculeux, il meurt en 1951 dans la misère, sans ami et sans famille.

## Biographie

### Jeunesse au Panama
Alfonso Teofilo Brown naît le 5 juillet 1902 à Colón au Panama. Son père, esclave libéré du Tennessee, de langue anglaise, est parti dans les années 1880 pour participer aux travaux du canal de Panama. Après avoir survécu aux travaux, il reste habiter à Colón où il vend des fruits et légumes avant de travailler dans une boulangerie où il meurt dans la treizième année d'Alfonso,.
Jeune employé de la United States Shipping Board dans la zone du canal de Panama, Alfonso Brown voit des soldats américains boxer, c'est son premier contact avec la boxe anglaise[réf. nécessaire]. Des bagarres de rue, Alfonso Brown se met à fréquenter le Strand Boxing Club et se produit dans les rangs amateurs deux à trois fois par mois. L'exploitation du canal de Panama, récemment inauguré, entraîne la présence de nombreux Américains amateurs de boxe et de financer la venue de grandes vedettes comme Harry Wills, Sam Langford, Sam McVey et Kid Norfolk avec qui le jeune boxeur s'entraîne.

### Carrière pugilistique

#### Débuts professionnels et exil (1922-1923)
Adopté par le groupe de boxeurs professionnels de Colón, dont Tony de Oro ou Davez Abad, Brown devient à son tour professionnel en 1922. Son premier combat a lieu le 19 mars 1922 à Colón, au terme duquel il bat José Moreno. Au début du mois de décembre 1922, Alfonso Brown devient champion du Panama des poids mouches en dominant Sailor Patchett au terme des quinze rounds.
En 1923, Brown réussit à se faire engager aux cuisines dans un cargo qui navigue jusqu'à New York. Décidé à rester aux États-Unis et à combattre, il manque à l'appel deux jours plus tard et se met à la recherche de l'Américain Kid Norfolk dans l'espoir qu’il l’aide. Secouru par Bobby Risden, modeste poids plume qu'il a rencontré à Colón, en l'absence de Norfolk, engagé dans une tournée américaine, Brown retrouve le champion après trois mois difficiles. Kid Norfolk fait rencontrer son agent, Leo P. Flinn, et son entraîneur, Dai Dallings, ancien boxeur anglais, au Panaméen. Intrigué par son physique d'un mètre soixante-quinze pour cinquante-deux kilos, le promoteur fait signer un contrat de cinq ans au boxeur. Dallings comble ses lacunes techniques et lui apprend à porter son direct du gauche et à mieux se protéger. Pour le promouvoir en Amérique, Flinn, qui trouve Kid Teofilo trop hispanique, lui cherche un nouveau nom de ring et choisit Panama Al Brown, plus anglo-saxon et facile à retenir.

#### Ascension new-yorkaise
Le 22 août 1923, son manager réussit à le placer sur la réunion new-yorkaise du champion du monde Pancho Villa. Devant près de 20 000 spectateurs, Panama Al Brown dispute son premier combat à l'étranger contre Johnny Breslin et fait match nul en quatre rounds contre le boxeur venu de Los Angeles. Tous les mois, le boxeur panaméen boxe sur le ring du Commonwealth Sporting Club, entre la 135e rue et Madison Avenue.
Très vite, il s'établit dans cette ville et son ascension est rapide. Ring Magazine lui décerne le titre de troisième meilleur boxeur poids mouches du monde l'année suivante. Deux ans plus tard, il obtient le titre de sixième meilleur boxeur poids coqs.
Brown entame une tournée d'envergure à travers les États-Unis avant de subir sa première défaite face à Jimmy Russo, le 6 décembre 1924. Il se remet de cette défaite en battant Davey Abad et Willie LaMorte avant d'être disqualifié lors du premier round contre Frankie Murray le 11 juillet 1926. Malgré cet échec, il continue ses prestations avec succès.
Bloqué par l’ostracisme des organisateurs et dirigeants américains, qui n’envisage pas qu'un boxeur noir puisse être champion, et touché par l'assassinat de Battling Siki en pleine rue, l'athlète panaméen souhaite quitter Harlem pour l'Europe. Brown rencontre Villepontoux, ancien motocycliste devenu restaurateur à Manhattan, qui cherche un motif pour revenir en France. À la fin de l’été 1926, ce dernier contacte le promoteur américain de Paris Jeff Dickson et lui propose deux boxeurs américains, Jimmy Brown et Al Brown. Souhaitant ajouter de l’intérêt à sa saison pugilistique, Dickson paie le voyage aux trois hommes puis leur fait signer un contrat de trois combats.

#### Vedette européenne

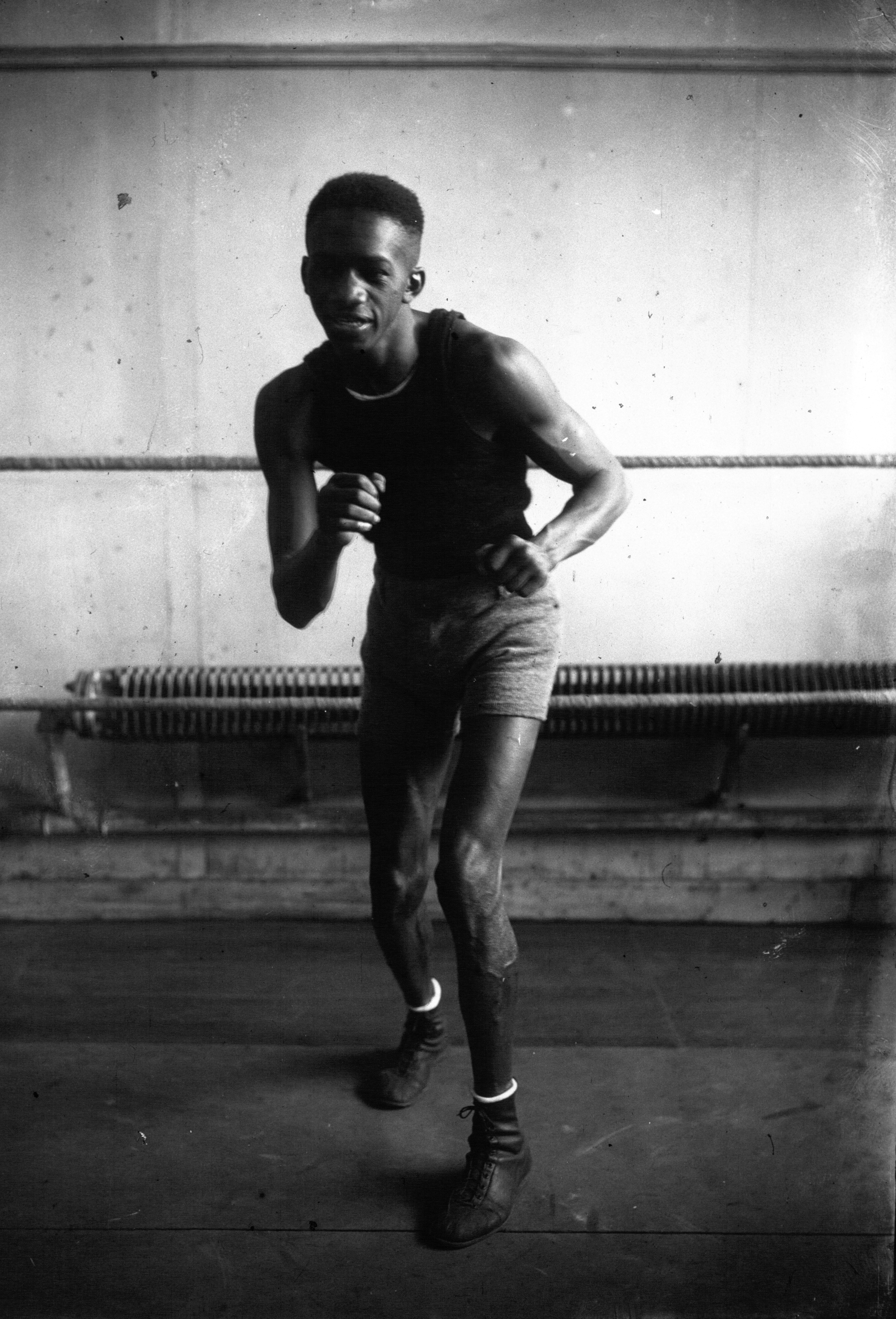
Panama Al Brown en garde en 1927.

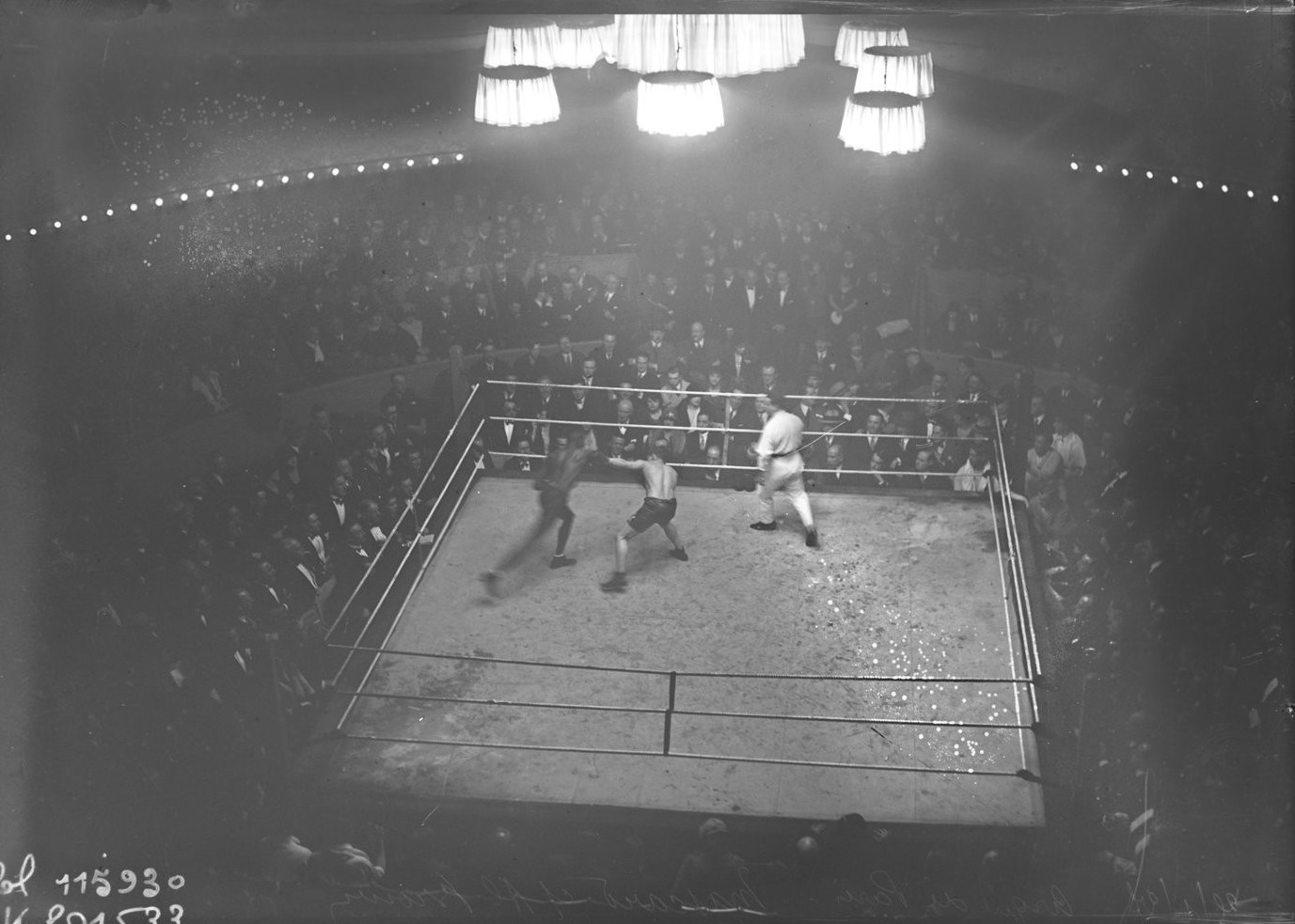
Panama Al Brown lors de son combat contre Édouard Mascart.

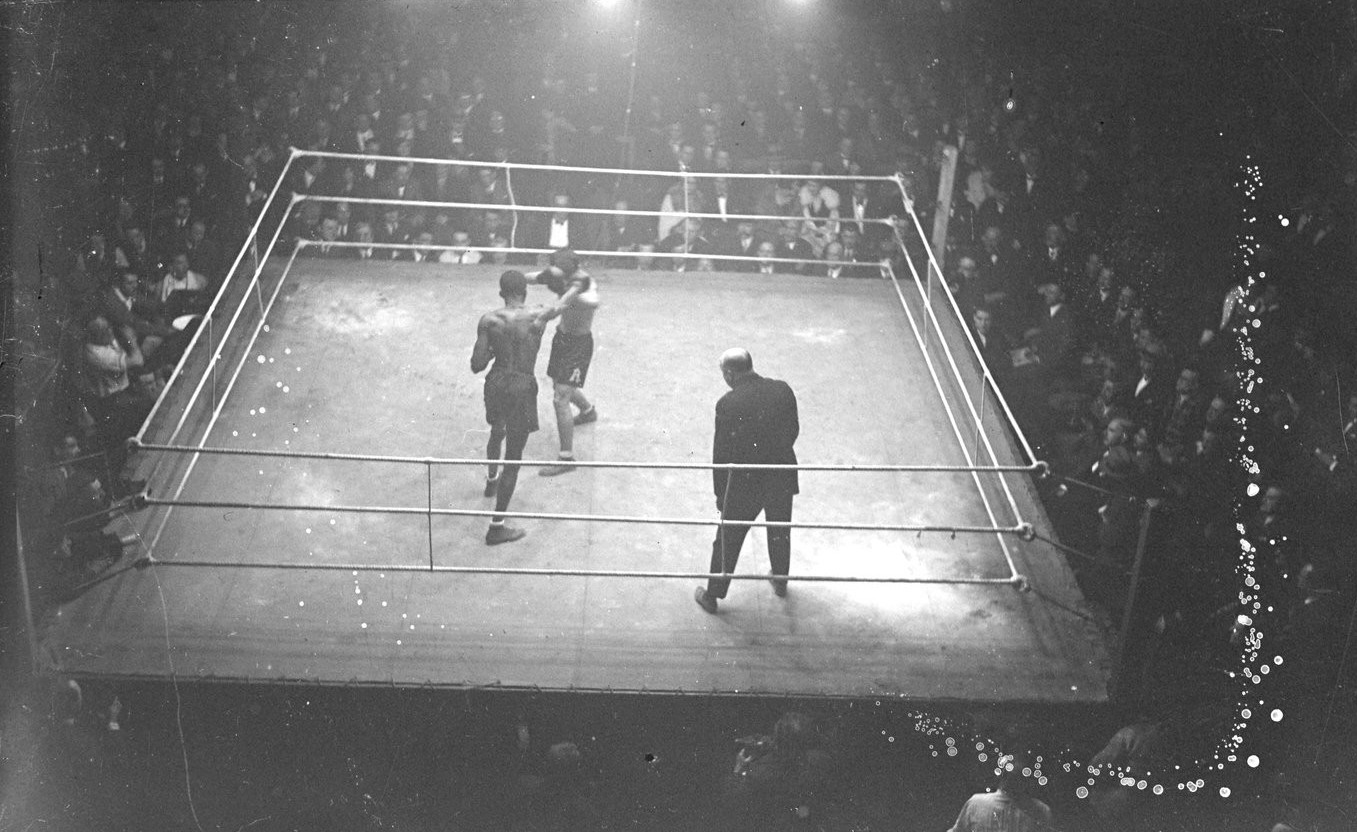
Le Panaméen face à André Routis.

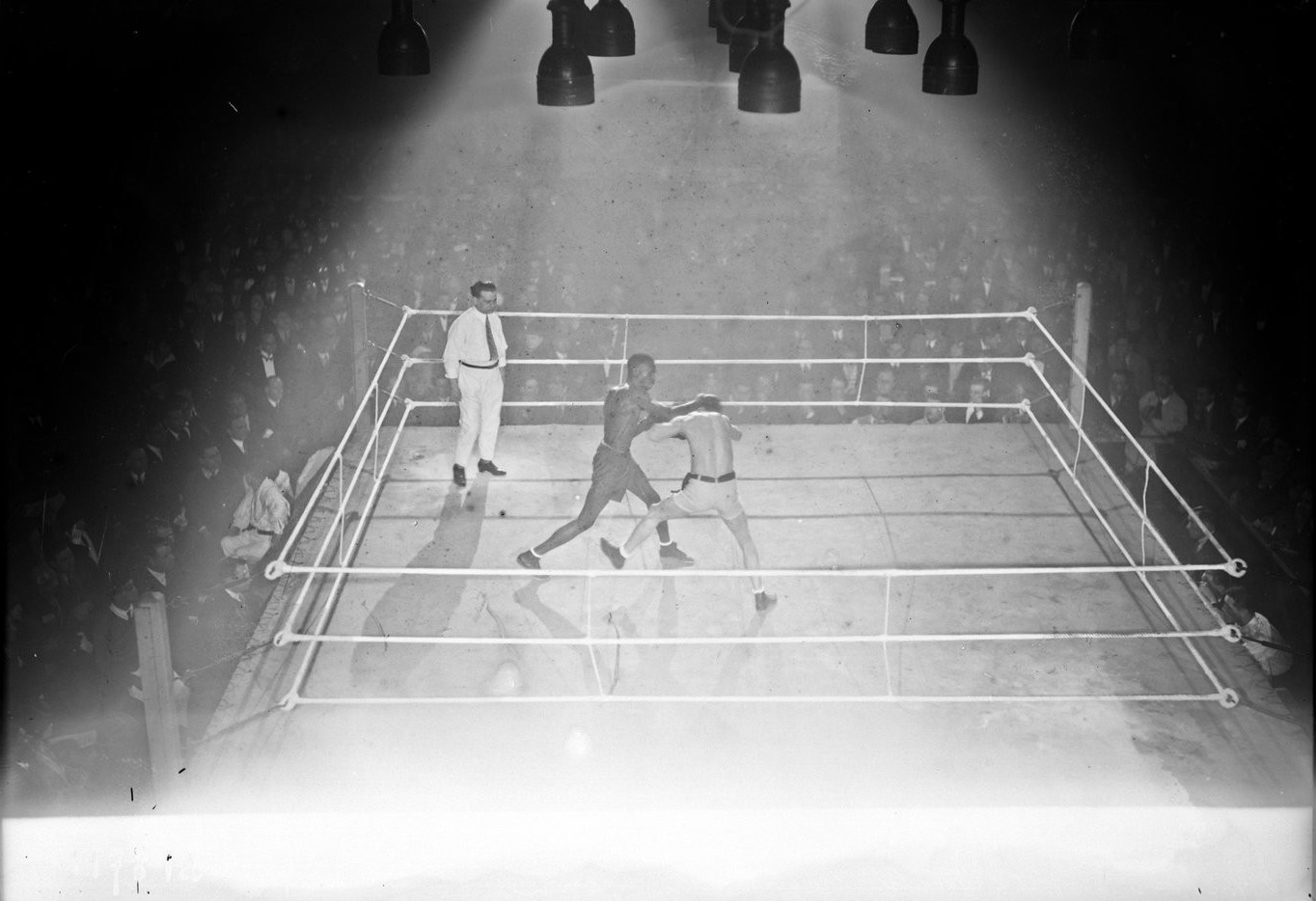
Al Brown face à Eugène Criqui.

Le 10 novembre 1926, Panama Al Brown fait ses débuts parisiens à la salle Wagram face au Marseillais Antoine Merlo qu'il envoie au tapis à la troisième reprise en multipliant les droites,. Après avoir confirmé une première fois sa solide réputation, il écrase le Bordelais Fabrègues en seulement deux minutes début décembre,. Alors que les boxeurs français l'évitent, le champion d'Europe Henri Scillie accepte de le rencontrer dans un combat prévu en douze rounds au Cirque de Paris. Le match nul final n’empêche pas au public parisien d'admirer la leçon donnée par Panama Al Brown avec une variété de coups, une agilité et une qualité de déplacement uniques,.
Panama Al Brown aime tellement la capitale française qu'il décide d'y rester pour le reste de sa vie. Il devient un boxeur très populaire en France et combat à travers l'Europe, au total quarante fois entre 1929 et 1934. Au cours des trois années suivantes, il y bat plusieurs adversaires, y compris les anciens champions du monde Eugène Criqui et André Routis. En parallèle de sa carrière sportive, Panama Al Brown se produit dans le spectacle "Revue nègre" de Joséphine Baker.
Un cas intéressant se passe lorsqu'il combat Gustave Humery le 29 janvier 1929. Brown et Humery avaient précédemment décidé qu'ils ne se salueraient pas en touchant leurs gants avant le combat. Lorsque la cloche sonne, Brown frappe rapidement, brisant la mâchoire de Humery avec son premier coup de poing et l'envoyant au sol. Avec le décompte des dix secondes par l'arbitre, le combat dure au total quinze secondes, en faisant l'un des KO les plus rapides de l'histoire de la boxe.

#### Champion du monde
En octobre 1928, Al Brown est proclamé champion du monde par la National Boxing Association (NBA).
Brown entre dans l'histoire le 18 juin de la même année en devenant le premier champion du monde hispanique. Il bat Gregorio Vidal en quinze rounds et remporte le titre vacant de champion du monde poids coqs NYSAC à New York, devant 15 000 spectateurs. Mais ce titre ne sera reconnu par la fédération britannique NSC (en) qu'après le 20 mai 1931, jour où il bat à l'Olympia de Londres le tenant du titre de cette fédération Teddy Baldock (en). Brown devient une idole nationale au Panama et une célébrité en Amérique latine. Peu de temps après, il essuie une défaite (sans titre en jeu) en dix rounds face à Battling Battalino, un autre célèbre boxeur.
De 1928 à 1933 son manager est l'assureur américain Dave Lumiansky. Après 1933, Brown devient son propre manager.
Brown remporte également les ceintures NBA le 7 octobre 1929 et IBU le 4 octobre 1930. Le champion du monde domine Eugène Huat au Vel' d'Hiv'.
En juillet 1932, les gangsters Ventura Carbone et Francesco Spirito incitent le directeur des arènes du Prado de Marseille à y organiser le championnat du monde des coq entre Kid Francis et le champion Al Brown. Au fil des rounds, que Brown domine, les deux juges sentent un canon de revolver enfoncé dans leurs côtes. À la fin du combat, le bulletin du juge américain, donnant la victoire au Panaméen, lui est arraché des mains, le juge français court se réfugier au vestiaire, tandis que l’arbitre italien, craignant pour sa vie, préfère voter pour Kid Francis,,. Aucune décision n’est rendue, ce qui permet de sauver l’argent des paris sur Francis. La Fédération française de boxe ouvre une enquête qu’elle transmet à la Fédération internationale, laquelle proclame Brown vainqueur. 
Al Brown défend son titre mondial face au champion européen Émile Pladner le 19 septembre 1932 à Toronto devant une maigre foule d'à peine 4 000 personnes. Le champion en titre a un net avantage en taille, le Français ne lui arrivant pas à l’épaule. Dès le premier échange, le Panaméen fait saigner le nez de son prétendant d'un direct du gauche et enchaîne d'un direct de la droite à la mâchoire qui envoie l’Auvergnat au tapis pour six secondes. Alors que Pladner se relève et essaie de gagner du temps en s'agrippant au champion, ce dernier met fin à ses espoirs et au combat en 2 min 21 s d'une ultime droite,,. Le revanche organisée deux mois plus tard à Paris connaît la même issue. Bien que malade, le champion du monde cueille le boxeur français une nouvelle fois dans la deuxième reprise avant de s'évanouir.
Il rencontre en parallèle de nombreux autres adversaires. Ainsi, le combat revanche organisé contre Humery se termine en désastre. Brown est disqualifié le 17 mai 1934 à Paris, durant le sixième round, pour utilisation de tactiques illégales. Alors qu'une émeute se forme, Brown subit plusieurs fractures et se voit transporté, à moitié conscient, par les fans avant que la police ne puisse l'aider. Vingt minutes plus tard, le local où le combat avait eu lieu est presque entièrement détruit. Pour défendre à nouveau son titre IBU le 1er novembre de la même année, il se rend à Tunis où son adversaire, Young Perez, s'effondre au dixième round après un combat nettement dominé par le Panaméen.
Le 1er juin 1935 à Valence, il perd finalement cette ceinture IBU face à l'Espagnol Baltasar Sangchili aux points en quinze rounds. Son soigneur Bobby Diamant l'aurait drogué avant ce match pour provoquer sa défaite, et rejoindre ensuite l'équipe du vainqueur Sangchili.
Ruiné par son entourage, il gagne sa vie dans un night-club parisien, se drogue et boit. Il fait la rencontre de Jean Cocteau  - ils seraient devenus amants - qui décide de tout faire pour le sauver et le faire remonter sur un ring. Un match retour est organisé le 4 mars 1938, durant lequel Brown obtient sa revanche en quinze rounds. Sixto Escobar de Porto Rico avait toutefois déjà récupéré le titre de champion du monde. En 1939, il effectue son dernier match à Paris, contre Valentin Angelmann qu'il bat en huit rounds.
Au déclenchement de la Seconde Guerre mondiale, Brown déménage aux États-Unis, s'installe à Harlem et tente sans succès de trouver du travail dans un cabaret comme il l'avait fait à Paris lorsqu'il ne combattait pas. Il remonte alors sur le ring jusqu'en 1942, tentant sans succès d'obtenir le titre de champion panaméen poids plumes le 30 août 1942 face à Leocadio Torres. Il prend finalement sa retraite après une victoire contre Kid Fortune en dix rounds le 4 décembre de la même année.

### Après-carrière
Peu de temps après, il est arrêté pour avoir consommé de la cocaïne et déporté pendant un an. Il retourne ensuite à New York et sert de sparring-partner dans un gymnase à Harlem, pour un dollar par round.
En novembre 1950, Al Brown perd connaissance à l’angle de la 42e Rue et de Broadway. Pensant l’ancien boxeur ivre, des policiers l’emmènent au poste,. Finalement transféré au Seaview Hospital de Staten Island, il y meurt le 11 avril 1951 de la tuberculose, à l'âge de 48 ans, dans la pauvreté,,. L'office à l'église catholique Saint-Thomas et son enterrement au cimetière de la Résurrection de Long Island sont payés par Lew Bruston, Nat Fleischer et le National Sport Alliance Fund entre autres.
Dans sa biographie du boxeur, le peintre Eduardo Arroyo évoque que la nuit de son décès, trois connaissances du boxeur réclament son cadavre à l'hôpital en se faisant passer pour sa famille. Ils auraient chargé le corps, enfermé dans une caisse de sapin, dans un véhicule et lui auraient fait faire la tournée des bars pendant deux nuits à Harlem. Arroyo évoque que dans cette cérémonie, le coup des adieux, ils vont jusqu’à appuyer le cercueil sur le comptoir et à quémander de l'argent aux habitués pour l'enterrement, argent qu’ils dépensent dans le bar suivant. Ils auraient finalement abandonné le corps devant la porte d'entrée de l'hôpital,.

### Vie privée
Homosexuel, il aurait été l'amant de Jean Cocteau,.

« Panama Al Brown est une figure oubliée du Paris des années 1930 qui a subi les pires attaques parce qu’il était noir et homosexuel, ces combats sont encore d’actualité, il est bon d’en parler. Il est rapidement tombé dans l’oubli et j’ai donc créé sa biographie à partir des éléments que j’ai pu trouver mais il y a des éléments restés dans l’ombre comme sa relation amoureuse avec Jean Cocteau »

— Alex W. Inker, auteur de BD, dans Panama Al Brown : l'énigme de la force, Éditions Sarbacane, 2017

## Palmarès
Brown a évolué au début du XXe siècle, durant une période où tous les combats n'étaient pas bien répertoriés. Il aurait effectué un total de 165 combats professionnels.
| 160 combats         | 129 victoires | 19 défaites |
| Avant la limite     | 59            | 0           |
| Sur décision        | 70            | 19          |
| Match nul           | 11            | 11          |
| Match sans décision | 1             | 1           |

| Décision possible : KO • TKO (KO technique) • UD (décision aux points unanime) • MD (décision aux points majoritaire) • SD (décision aux points partagée) • D (match nul) • NC (sans décision) • RTD (abandon) |        |                          |      |         |                   |                                                       |                                                                                                   |
| Résultat | Record | Adversaire               | Type | Round   | Date              | Lieu                                                  | Notes                                                                                             |
| Victoire |        | Kid Fortune              | PTS  | 10      | 4 décembre 1942   | Club Tropical, Colón                                  |                                                                                                   |
| Match nul |        | Leocadio Torres          | PTS  | 15      | 30 août 1942      | Estadio Olimpico, Panama                              | Pour le titre poids-plume panaméen                                                                |
| Défaite |        | Eduardo Carrasco         | PTS  | 10      | 8 mars 1942       | Estadio Olimpico, Panama                              |                                                                                                   |
| Défaite |        | Eduardo Carrasco         | PTS  | 10      | 26 octobre 1941   | Gimnasio Nacional, Panama                             |                                                                                                   |
| Victoire |        | Kid Fortune              | KO   | 2 (10)  | 7 septembre 1941  | Gimnasio Nacional, Panama                             |                                                                                                   |
| Victoire |        | Battling Nelson          | KO   | 4 (10)  | 26 juillet 1941   | Gimnasio Nacional, Panama                             |                                                                                                   |
| Victoire |        | Leocadio Torres          | KO   | 8 (10)  | 14 juillet 1941   | Gimnasio Nacional, Panama                             |                                                                                                   |
| Victoire |        | Valentin Angelmann       | KO   | 8 (15)  | 13 avril 1938     | Palais des Sports de Grenelle, Paris                  |                                                                                                   |
| Victoire |        | Baltasar Sangchili       | SD   | 15      | 5 mars 1938       | Palais des Sports de Grenelle, Paris                  | Remporte le titre vacant IBU des poids coqs.                                                      |
| Victoire |        | Young Perez              | KO   | 5 (10)  | 22 décembre 1937  | Salle Wagram, Paris                                   |                                                                                                   |
| Victoire |        | Joseph Decico            | PTS  | 10      | 26 novembre 1937  | Salle Wagram, Paris                                   |                                                                                                   |
| Victoire |        | André Régis              | KO   | 1 (15)  | 21 septembre 1937 | Salle Wagram, Paris                                   |                                                                                                   |
| Défaite |        | Pete Sanstol             | UD   | 10      | 13 septembre 1935 | Stade du Bislett, Oslo                                |                                                                                                   |
| Défaite |        | Baltasar Sangchili       | PTS  | 15      | 1er juin 1935     | Plaza de toros, Valence                               | Perd ses titres IBU, The Ring et linéaire poids-coqs                                              |
| Victoire |        | Young Perez              | KO   | 10 (15) | 1er novembre 1934 | Parc du Belvédère, Tunis                              | Conserve son titre IBU poids-coqs                                                                 |
| Défaite |        | Gustave Humery           | DSQ  | 6 (10)  | 17 mai 1934       | Palais des sports, Paris                              |                                                                                                   |
| Victoire |        | Kid Francis              | PTS  | 10      | 16 avril 1934     | Palais des sports, Paris                              |                                                                                                   |
| Victoire |        | Maurice Dubois           | TKO  | 2 (10)  | 7 avril 1934      | Palais des expositions, Genève                        |                                                                                                   |
| Victoire |        | Young Perez              | UD   | 15      | 19 février 1934   | Palais des Sports de Grenelle, Paris                  | Conserve son titre IBU poids-coqs                                                                 |
| Victoire |        | Johnny King              | PTS  | 15      | 3 juillet 1933    | Kings Hall (en), Manchester                           | Conserve son titre IBU poids-coqs                                                                 |
| Victoire |        | Domenico Bernasconi (en) | UD   | 15      | 19 mars 1933      | Palazzo Dello Sport, Milan                            | Conserve son titre IBU poids-coqs                                                                 |
| Victoire |        | Émile Pladner            | KO   | 2 (10)  | 14 novembre 1932  | Palais des Sports, Paris                              |                                                                                                   |
| Victoire |        | Nicolas Petit-Biquet     | UD   | 10      | 23 octobre 1932   | Palais des Sports, Schaerbeek                         |                                                                                                   |
| Victoire |        | Émile Pladner            | KO   | 1 (15)  | 19 septembre 1932 | Maple Leaf Gardens, Toronto                           | Conserve son titre IBU poids-coqs                                                                 |
| Victoire |        | Kid Francis              | SD   | 15      | 10 juillet 1932   | Arènes du Rond-point du Prado, Marseille              | Conserve son titre IBU poids-coqs                                                                 |
| Victoire |        | Eugène Huat              | UD   | 15      | 27 octobre 1931   | Forum, Montréal                                       | Conserve son titre IBU poids-coqs                                                                 |
| Victoire |        | Pete Sanstol             | SD   | 15      | 25 août 1931      | Forum, Montréal                                       | Conserve ses titres NBA, NYSAC et linéaire poids-coqs; gagne le titre The Ring et IBU poids-coqs. |
| Victoire |        | Eugène Huat              | UD   | 15      | 4 octobre 1930    | Vélodrome d'Hiver, Paris                              | Gagne le titre IBU poids-coqs.                                                                    |
| Victoire |        | Johnny Erickson          | DSQ  | 15      | 8 février 1930    | Olympia Boxing Club, New York                         | Conserve ses titres poids-coqs NYSAC et linéaire; gagne le titre NBA poids-coqs                   |
| Victoire |        | Gregorio Vidal           | UD   | 15      | 18 juin 1929      | Queensboro Stadium, New York                          | Gagne le titre vacant de la NYSAC et linéaire en poids-coqs                                       |
| Victoire |        | Gustave Humery           | KO   | 1 (15)  | 29 janvier 1929   | Cirque de Paris, Paris                                | Gagne le titre vacant de la NYSAC et linéaire en poids-coqs                                       |
| Match nul |        | Johnny Cuthbert          | PTS  | 12      | 17 novembre 1928  | Vélodrome d'Hiver, Paris                              | [ 26 ]                                                                                            |
| Victoire |        | Kid Francis              | PTS  | 12      | 13 septembre 1928 | Madison Square Garden, New York                       |                                                                                                   |
| Défaite |        | André Routis             | PTS  | 10      | 10 décembre 1927  | Vélodrome d'Hiver, Paris                              |                                                                                                   |
| Défaite |        | Henri Scillie            | PTS  | 13      | 22 novembre 1927  | Cirque d'Hiver, Paris                                 |                                                                                                   |
| Victoire |        | Albert Ryall             | KO   | 2 (10)  | 18 octobre 1927   | Cirque d'Hiver, Paris                                 |                                                                                                   |
| Victoire |        | Young Ciclone            | PTS  | 10      | 10 mai 1927       | Cirque de Paris, Paris                                |                                                                                                   |
| Victoire |        | Eugène Criqui            | UD   | 10      | 2 avril 1927      | Vélodrome d'Hiver, Paris                              |                                                                                                   |
| Victoire |        | Kid Socks                | KO   | 5       | 8 mars 1927       | Cirque de Paris, Paris                                |                                                                                                   |
| Victoire |        | Édouard Mascart          | TKO  | 5       | 25 janvier 1927   | Cirque de Paris, Paris                                |                                                                                                   |
| Match nul |        | Henri Scillie            | PTS  | 12      | 14 décembre 1926  | Cirque de Paris, Paris                                |                                                                                                   |
| Victoire |        | Roger Fabregues          | KO   | 1 (10)  | 1er décembre 1926 | Salle Wagram, Paris                                   |                                                                                                   |
| Victoire |        | Antoine Merlo            | KO   | 3 (10)  | 11 octobre 1926   | Salle Wagram, Paris                                   |                                                                                                   |
| Victoire |        | Teddy Silva              | KO   | 3 (10)  | 21 septembre 1926 | Madison Square Garden, New York                       |                                                                                                   |
| Victoire |        | Sailor Patchett          | PTS  | 15      | 19 décembre 1922  | Estadio America central (Roberto Mariano Bula), Colón | Gagne le titre poids-mouche panaméen 'Isthmus'                                                    |
| Victoire |        | Battling Miller          | TKO  | 5 (8)   | 21 mai 1922       | Colón                                                 |                                                                                                   |
| Victoire |        | Montalbo Kid             | KO   | 2 (6)   | 22 avril 1922     | Colón                                                 |                                                                                                   |
| Victoire |        | Jose Moreno              | PTS  | 6       | 19 mars 1922      | Colón                                                 | Début professionnel.                                                                              |

## Postérité
Quatre décennies après sa mort, Brown est intronisé au International Boxing Hall of Fame,. Après sa mort, l'écrivain Eduardo Arroyo écrit une biographie intitulée Panama Al Brown, 1902-1951.
Il est aussi le personnage principal du roman Swing  de Stefano Jacomuzzi paru en traduction française aux éditions Climats en 1990.
En 2016, la série Champions de France de Pascal Blanchard et Rachid Bouchareb lui consacre un portrait raconté par Céline Géraud.

### Filmographie
- [vidéo] Cocteau - Al Brown, le poète et le boxeur, documentaire écrit par François et Stéphan Lévy-Kuentz, réalisé par François Lévy-Kuentz, 2019.